# Torre Colimena
Torre Colimena è una frazione balneare del comune di Manduria in provincia di Taranto, Puglia.

## Origini del nome

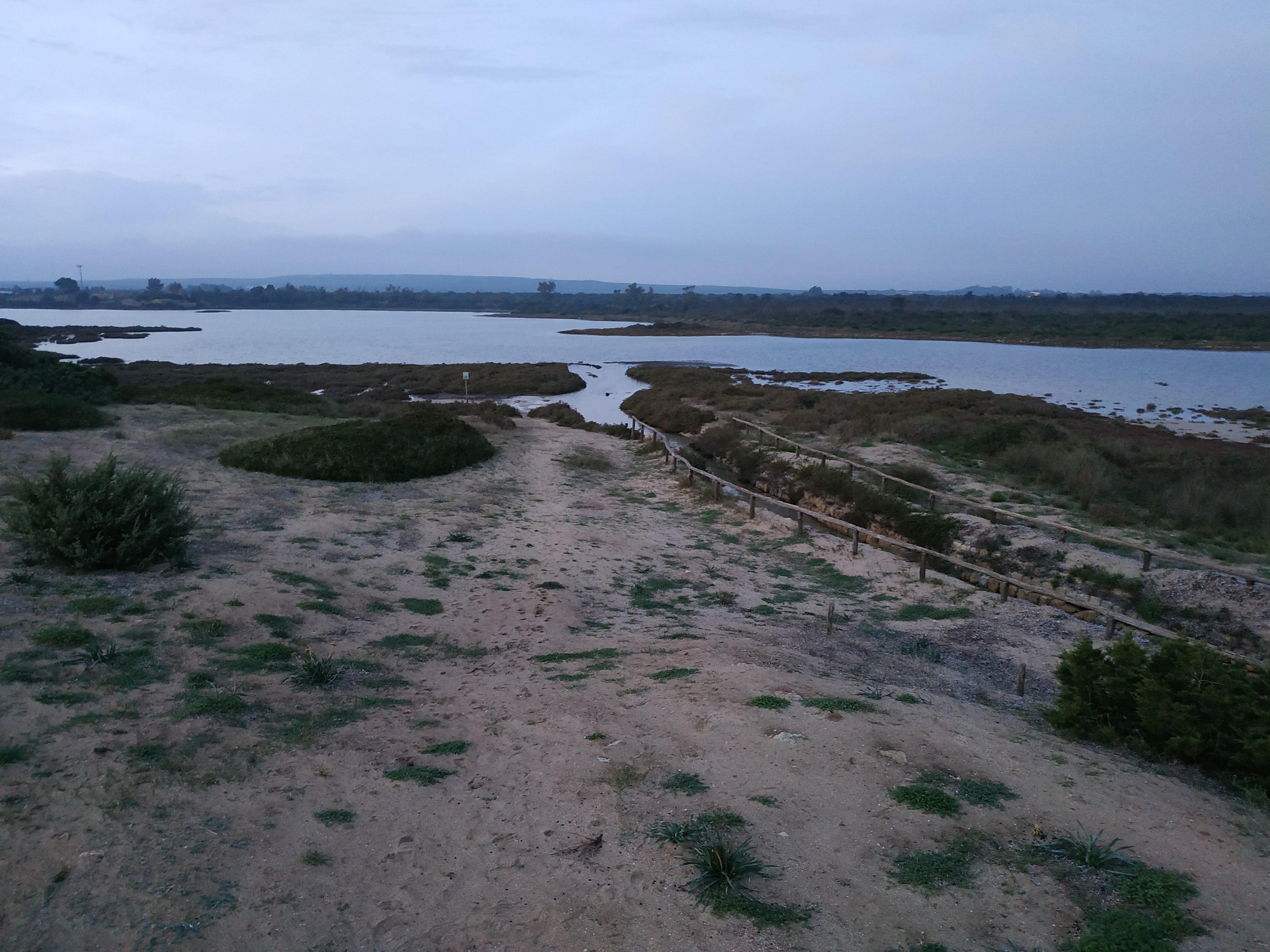
Il canale per far entrare l'acqua marina nella Salina

Il significato del nome di questa località è ancora piuttosto incerto.
Tuttavia, l'etimologia del nome è di evidente derivazione ellenica, che conoscitori delle realtà e tradizioni locali ritengono risalente al periodo della Magna Grecia e alla successiva presenza ellenofona in Salento.
Probabilmente il nome Colimena è dovuto alla contrazione di καλή λιμένων (kalì limènon, buoni porti), oppure da κολλημένα (kollimèna, attaccati), in quanto la baia di Torre Colimena e l'attuale Salina dei Monaci apparivano agli occhi dei navigatori come due sicuri porti attaccati, attigui.
O, ancora, il nome potrebbe essere la contrazione di κολύμπι μέρη (kolympi mèri, luoghi per nuotare), oppure la crasi delle parole και e ου, (kai e ou, e non) e λίμνη (lìmni, palude), cioè una zona non paludosa.
In alcune mappe del XVII secolo la località è nominata con le varianti ”Colimeno” e “Colmeno” la cui assonanza, ancora una volta, riconduce all'ipotesi che il toponimo derivi dal neo-greco, forse da κρυμμένο (krymmèno, nascosto) che in forma deteriore in grico salentino viene talvolta pronunciato anche climmèno, alludendo ad un porto nascosto, chiuso (3).
Da testi del Rohlfs, si potrebbe assumere che il nome derivi dal greco κωλυμένος (kolymènos, scostato) o da κωλυομένη (kolyomène), rispettivamente participio presente singolare maschile e femminile del verbo κωλύω (koliùo, dividere) (4).
Altri, invece, ritengono che il nome derivi dal latino columna (colonna) in quanto, sul luogo, sono state reperite diverse colonne risalenti al periodo romano.
Pur mantenendo la sua inequivocabile origine greca, il nome Colimena è ricorrente anche nella letteratura spagnola come nome proprio femminile che si rifà, secondo note di Gil Vicente (5), drammaturgo bilingue portoghese/spagnolo del XVI secolo, presumibilmente al nome della ninfa Climene, una nereide marina della mitologia greca (6).
La principessa Colimena, figlia di Ceridòn re di Cordova e Andalusia, è, infatti, la protagonista della Commedia sullo stemma della città di Coimbra(pubblicata nel 1527), che nella finzione scenica viene rapita e rinchiusa, per coincidenza, in una torre solitaria (7).
La soluzione del controverso enigma linguistico si riduce, infine, alla conclusione più semplice e ovvia, cioè che siano stati gli Spagnoli stessi, costruttori e a lungo gestori della torre, a rendere omaggio all'eroina di moda nel loro momento storico dedicando, per analogia, il suo nome al baluardo.

## Storia
Il centro è sorto attorno all'omonima torre, presente proprio sul lungomare del paese, la quale comunica a ovest con Torre di San Pietro in Bevagna in San Pietro in Bevagna e ad est con Torre Castiglione, nel comune di Porto Cesareo.
Torre Colimena fa parte di un sistema difensivo di torri costiere volute dall'imperatore Carlo V, re di Spagna, dopo l'invasione di Otranto da parte dei Turchi nel 1480, per difendere la penisola del Salento dalle loro frequenti incursioni.
Carlo V è spesso citato per aver pronunciato la nota frase "Nel mio regno non tramonta mai il sole", riferendosi ad Ovest alle prime nuove conquiste spagnole in America dopo il 1492 e, ad Est, al Salento, il possedimento più orientale del regno di Spagna di allora (1).
Tramite il viceré di Napoli Pedro Afán de Ribera, la costruzione della torre venne commissionata a Camillo Chiarello e completata attorno al 1568.
L'unico episodio storico di rilievo che riguarda la piccola località di Torre Colimena, risale al 1547 quando circa 100 predoni Turchi sbarcarono da 5 velieri approdati nel tranquillo e sabbioso porticciolo di Torre Colimena, per spingersi in un'incursione nell'entroterra, depredando i raccolti delle masserie attorno a San Pancrazio e Avetrana guidati da Khria, un personaggio locale convertito all'Islam (2).